# Jonah Sharp
Jonah Sharp is een van oorsprong Schotse elektronische muzikant die vooral bezig is in de ambient house. Vanaf 1991 is hij gevestigd in San Francisco. Spacetime continuum in zijn belangrijkste alter ego voor zijn solowerk. Hij werkte ook geregeld samen met artiesten als Move D. en Pete Namlook.

## Biografie
Sharp wordt geboren in Edinburgh maar komt in de jaren tachtig in Londen terecht waar hij als muzikant actief is voor punkbands en later Acid Jazz. Rond 1990 ontdekt hij de ravescene en de opkomst van de ambient house en wordt hij er ook actief. In 1991 krijgt hij de kans om zich in San Francisco te vestigen. Daar zijn raves nog niet van de grond gekomen en zodoende probeert hij het er te introduceren. Om zijn muziek uit te brengen richt hij ook het Reflective-label op. In 1993 wordt hij benaderd door een visueel artiest die iets wil doen met de Amerikaanse spreker Terence McKenna in combinatie met ravemuziek. Dat leidt tot het album Alien Dreamtime (1993). Een jaar later brengt hij zijn solodebuut uit met Sea Biscuits (1994). In 1994 staat onverwacht ineens de Duitse producer David Moufang (Move D.) voor de deur die met zijn productiepartner Jonas Grossman een roadtrip in Californië doet. Moufang heeft interesse in een samenwerking. Sharpe gaat erop in en een dag later nemen ze als Reagenz een titelloos album op. De samenwerking krijgt ook nog een vervolg als Pete Namlook, een bekende van Moufang, wil samenwerken. Die reist naar San Francisco en de twee nemen twee albums op onder de naam Wechselspannung. In de jaren daarna verschijnen nog de albums Emit Ecaps (1996) en Double Fine Zone (1999). Met Mixmaster Morris maakt hij in 1998 het album Quiet Logic. In 2001 maakt hij voor Ursula Rucker het nummer 1 Million Ways To Burn voor haar debuutalbum.
Na een periode van stilte blaast hij in 2009 samen met Move D. zijn Reagenz-project nieuw leven in. Ze maken de albums Playtime (2009) en The Periodic Table  (2014). Met Jordan Czamanski en Gal Aner richten ze daarna de groep The Mulholland Free Clinic op, waarvan een titelloos album verschijn. Daarnaast vormt hij met Jason Drummond de The Loose Control Band, waarvan enkele singles verschijnen.

## Discografie
- Alien Dreamtime (ft. Terence McKenna) (1993)
- Sea Biscuits (1994)
- Reagenz - Reagenz (1994)
- Wechselspannung  - Wechselspannung  (1994)
- Wechselspannung  - Wechselspannung 2 (1995)
- Emit Ecaps (1996)
- Jonah Sharp & Mixmaster Morris - Quiet Logic (1998)
- Double Fine Zone (1999)
- Reagenz - Playtime (2009)
- Reagenz - The Periodic Table  (2014)
- The Mulholland Free Clinic - The Mulholland Free Clinic (2017